# Mikulovice (Pardubicei járás)
Mikulovice település Csehországban, a Pardubicei járásban. Mikulovice Chrudim, Pardubice, Dřenice, Staré Jesenčany és Ostřešany településekkel határos. Lakosainak száma 1374 fő (2024. január 1.).

## Népesség
A település lakosságának változását az alábbi diagram mutatja:
| Lakosok száma | 617  | 797  | 881  | 844  | 781  | 796  | 1217 | 1265 | 1296 | 1374 |
|               | 1869 | 1890 | 1921 | 1950 | 1980 | 2001 | 2017 | 2019 | 2022 | 2024 |